# Michael Bellisario
Michael Angelo Bellisario (* 7. April 1980 in Los Angeles, Kalifornien) ist ein US-amerikanischer Filmschauspieler.
Bellisario ist Sohn des Produzenten Donald P. Bellisario und Lynn Halpern und Halbbruder von Troian Bellisario. Schauspieler Sean Murray ist sein Stiefbruder.

## Filmografie (Auswahl)
- 1983: Die Himmelhunde von Boragora (Tales of the Gold Monkey)
- 1988: Last Rites – Im Fegefeuer der Sünde (Last Rites)
- 1989–1993: Zurück in die Vergangenheit (Quantum Leap), Fernsehserie
- 1994: Der Kleine Gigant (Beanstalk)
- 1995–2005: JAG – Im Auftrag der Ehre (JAG), Fernsehserie
- 2005: Navy CIS (NCIS), Fernsehserie
- 2006: Grandma’s Boy
- 2006: The Picture of Dorian Gray
- 2007: Kush
- 2011: Rizzoli & Isles